# Método socrático

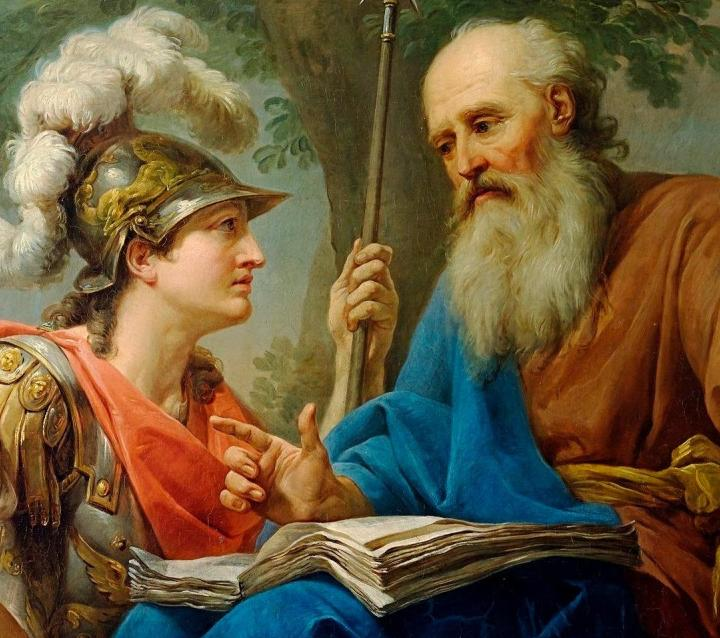
Alcibiades a sendo ensinado por Socrates (1776) por Marcello Bacciarelli

O método socrático é uma técnica de investigação filosófica feita em diálogo, que consiste em o professor conduzir o aluno a um processo de reflexão e descoberta dos próprios valores. Para isso, o professor faz uso de perguntas simples e quase ingênuas que têm por objetivo, em primeiro lugar, revelar as contradições presentes na atual forma de pensar do aluno. Essas contradições são normalmente baseadas em valores e preconceitos da sociedade. Assim, o professor o ajuda a redefinir tais valores, aprendendo a pensar por si mesmo.
Tal técnica deve seu nome "socrático" a Sócrates, o filósofo grego do século V a.C., que teria sido o primeiro a utilizá-la. O filósofo não deixou nenhuma obra escrita, mas seus diálogos nos foram transmitidos por seu discípulo Platão. Nesses textos utilizando um discurso caracterizado pela maiêutica e pela ironia, Sócrates levava o seu interlocutor a entrar em contradição, tentando depois levá-lo a chegar à conclusão de que o seu conhecimento é limitado. No entanto, Aspasia é referida por Sócrates como uma das mais importantes personalidades a orientá-lo em seu desenvolvimento intelectual e filosófico, sobretudo na arte da retórica. Alguns acadêmicos acreditam que teria sido Aspásia quem inventou o método socrático.
Desde seu princípio na antiguidade o método socrático foi utilizado e desenvolvido por diversos filósofos até a atualidade. Leonard Nelson e Gustav Heckmann são dois importantes nomes ligados ao uso atual do método em filosofia. Além disso, sobretudo com o desenvolvimento da terapia cognitiva nos anos 60 do séc. XX, o método socrático passou a ser utilizado como método de entrevista em diversos contextos de psicoterapia e aconselhamento.
Nietzsche viu em Sócrates a mudança da filosofia, a que denomina funesta, intuitiva, para uma filosofia da "racionalidade" desagregadora da vida, referindo-se à Teoria dos Dois Mundos surgida pelos seus ensinamentos ao discípulo Platão. Já Kierkegaard  salienta no método socrático o destaque à ironia. Apreço à ironia é a opinião com que concorda o filósofo Johannes Schuster, e define nele o pouco apreço à própria ciência no popular ditado: "Só sei que nada sei"; e a elevação da ética e da arte de viver, visto que no seu ensino a felicidade seria o fim a ser alcançado na vida.

## Maiêutica
A maiêutica é fundada na ideia de que o conhecimento está armazenado na mente de cada indivíduo. Em grego, a palavra maiêutica significa “parir” ou “dar luz” ao conhecimento. O método socrático, em usar a maiêutica, procura utilizar o próprio conhecimento do indivíduo, sobre si mesmo, para solucionar um problema ou responder uma pergunta. Para Sócrates, a maiêutica possui duas partes; a primeira sendo o questionamento, por parte do indivíduo, sobre o que ele acredita e entende como verdadeiro. Esse conhecimento é normalmente atrelado aqueles preconceitos impostos pela sociedade. A segunda etapa depende do descobrimento de novos conhecimentos pelo indivíduo, que ocupam o lugar do conhecimento “antigo”. O objetivo desse processo é chegar a um novo conhecimento sem depender de outros, e é um processo gradual, que pode ocorrer durante muito tempo.[carece de fontes?]

## Ironia
Diferentemente da figura de linguagem (ironia), a ironia socrática era, antes de tudo, o método de perguntar sobre uma coisa em discussão, de delimitar um conceito e, contradizendo-o, refutá-lo. O verbo que originou a palavra (eirein) significa mesmo perguntar. Logo, não era para constranger ou ridicularizar o seu interlocutor, mas sim para purificar seu pensamento, desfazendo ilusões e ajudando-o a sair do estado aporético.[carece de fontes?]